# Rafel Adorno
Rafel Adorno (Gènova 1375 - Gènova juliol de 1458) fou un home d'estat genovès, senyor de Silvano d'Orba el 1446, consol de Caffa del 1410 al 1412, conseller de la república de Gènova del 1422 al 1424, elector del Banc de Sant Jordi el 1424 i dux de Gènova del 28 de gener del 1443 al 4 de gener de 1447. La seva filla Vannina es va casar amb Galeotto I del Carretto, marques de Finale (mort el 30 de maig de 1450 a la batalla de Quimper). El seu fill Agostino Adorno (mort el 1502) fou comte de Tenda el 1472 pel seu matrimoni (el segon) amb la comtessa Francesca Maddalena Lascaris i fou també el pare del dux Antoniotto II Adorno.